# 八雲神社 (東京都北区岩淵町)
八雲神社（やくもじんじゃ）は東京都北区の神社。地名を冠して岩淵八雲神社（いわぶちやくもじんじゃ）とも称される。
現在は南西近隣にある赤羽八幡神社の兼務社となっている。

## 概要
創建年代は不明である。
江戸幕府昌平坂学問所が編纂した『新編武蔵風土記稿』によると「牛頭天王社、宿ノ鎮守トス、正光寺持。」とあり、旧称が牛頭天王を祀る「牛頭天王社」で、岩淵宿の鎮守で、旧別当寺が正光寺であることが判明している。
明治時代の神仏分離政策により、須佐之男尊を祀る「八雲神社」に改称された。
境内には、「岩淵町」の地名を守ったことを記念する「岩淵町名存続之碑」がある。

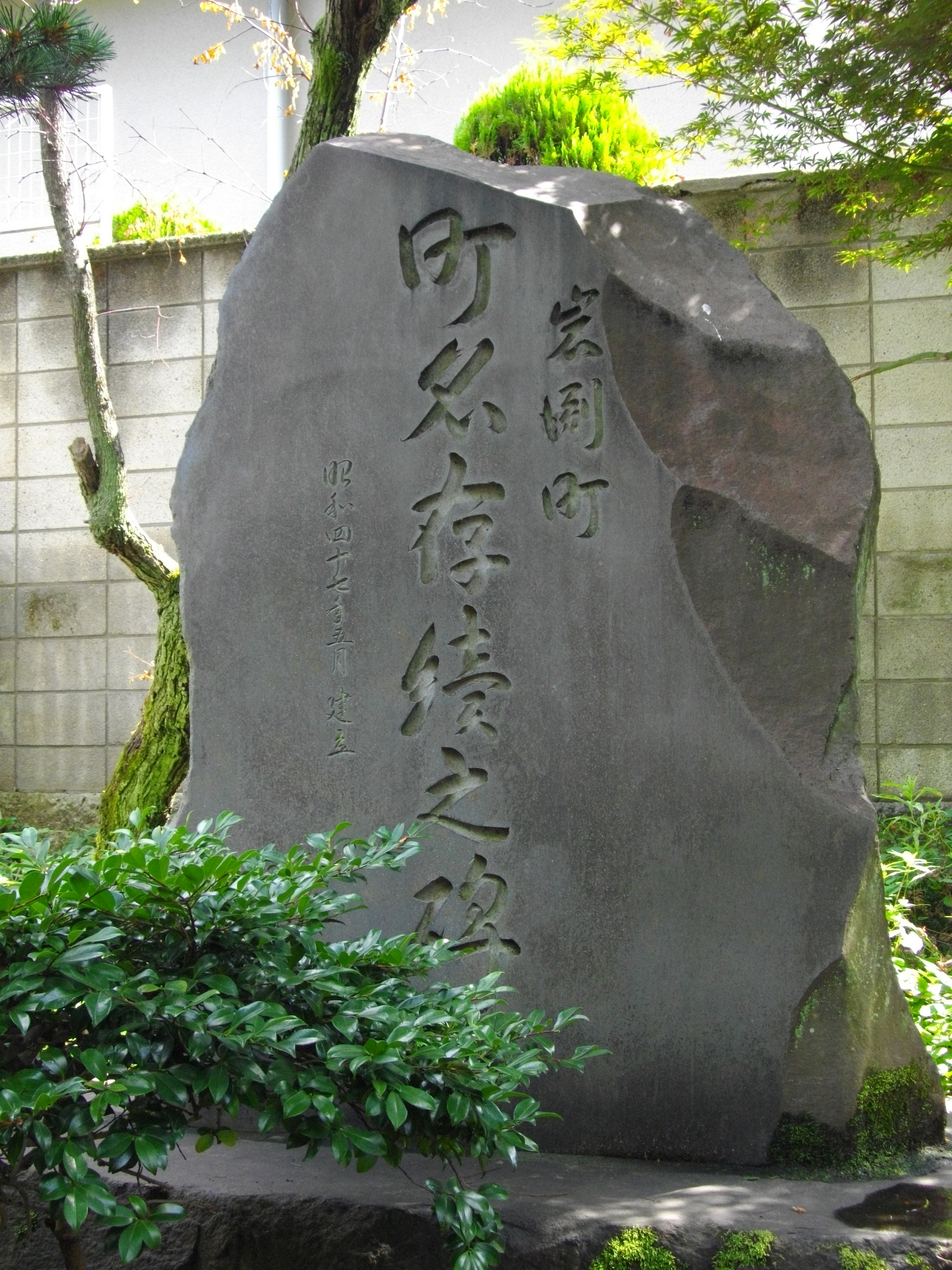
岩淵町名存続之碑

## 交通アクセス
- 赤羽岩淵駅より徒歩4分。